# Risë Stevens
Risë Stevens, właśc. Risë Gus Steenberg (ur. 11 czerwca 1913 w Nowym Jorku, zm. 20 marca 2013 tamże) – amerykańska śpiewaczka operowa pochodzenia norweskiego, mezzosopran.

## Życiorys
Pierwsze lekcje śpiewu pobierała u Orry Prado. Zaczęła występować publicznie po ukończeniu szkoły średniej, jednak na skutek problemów finansowych zaczęła pracować jako modelka. Przełom w jej karierze nastąpił, gdy Anna Schoen-René zaproponowała jej darmowe lekcje w Juilliard School. Po ukończeniu nauki wyjechała do Salzburga, gdzie uczyła się w Mozarteum u Marie Gutheil-Schoder i Herberta Grafa. W latach 1936–1938 śpiewała w operze w Pradze, gdzie miał miejsce jej operowy debiut w tytułowej roli w Mignon Ambroise’a Thomasa. W tym czasie odbyła też podróż koncertową do Kairu i Buenos Aires. W ojczyźnie wystąpiła po raz pierwszy w 1938 roku, kreując rolę Oktawiana w Kawalerze srebrnej róży Richarda Straussa na deskach nowojorskiej Metropolitan Opera. Z Metropolitan Opera była związana do 1961 roku, kreując m.in. role Dalili w Samsonie i Dalili i Laury w Giocondzie oraz tytułową rolę w Carmen. Gościnnie występowała na festiwalu operowym w Glyndebourne (1939, 1955), Londynie, Paryżu, Mediolanie i Atenach. W 1964 roku zakończyła karierę sceniczną. Od 1975 roku wykładała w Juilliard School, w latach 1975–1978 była także rektorem Mannes School of Music.
Jej popisową rolą operową była Carmen w operze Georges’a Bizeta, którą kreowała na deskach Metropolitan Opera 75 razy. Wystąpiła w kilku filmach, m.in. The Chocolate Soldier Roya Del Rutha (1941) i Idąc moją drogą Leo McCareya (1944). Od 1939 roku była zamężna z czeskim aktorem Walterem Surovym. Laureatka Kennedy Center Honors (1990).